# جزيء حيوي

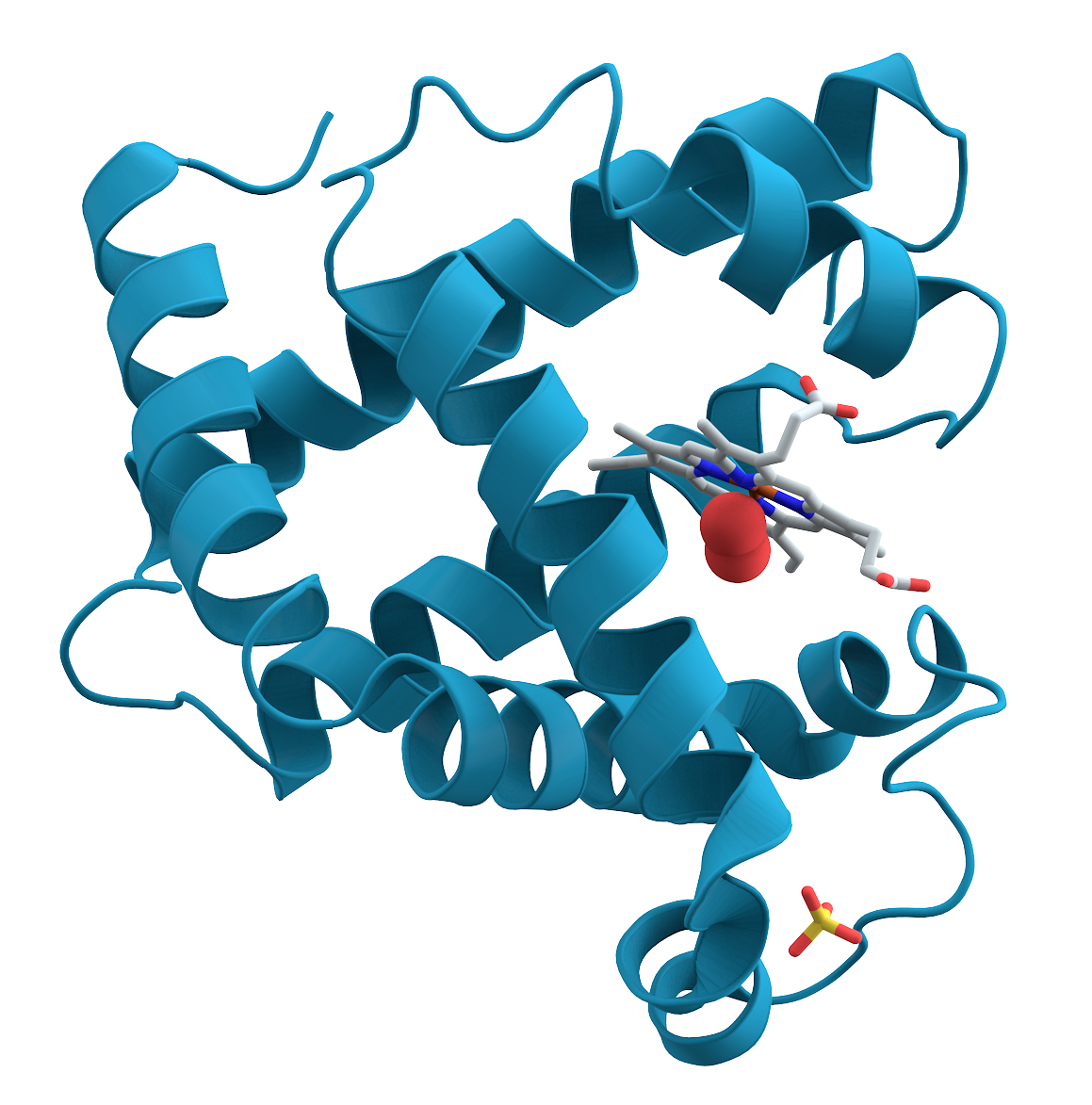

الجزيئات الحيوية أو جزيئات حيوية المنشأ عبارة عن جزيئات يتم إنتاجها في جسم الكائن الحي بما في ذلك الجزيئات الكبيرة مثل البروتينات والسكريات والدهون والأحماض النووية وكذلك الجزيئات الصغيرة مثل نواتج الأيض والمركبات الثانوية والمركبات الطبيعية والأحماض الأمينية.

## السكريات
السكريات الأحادية هي أبسط أشكال الكربوهيدرات تتألف من سكر واحد بسيط. تحتوي في هيكلها بشكل أساسي على مجموعة ألدهيد أو كيتون. يشار إلى وجود مجموعة ألدهيد في السكريات الأحادية بالبادئة ألدو. وبالمثل، يُشار إلى مجموعة الكيتون بالبادئة كيتو. من الأمثلة على السكريات الأحادية الهكسوز والجلوكوز والفركتوز والتريوز والتيروز والهبتوز والجلاكتوز والبنتوز والريبوز والديوكسي ريبوز. يتسم الفركتوز والجلوكوز المستهلكان على معدلات إفراغ معدة مختلفة، ويُمتصّان بشكل مغاير ولهما مصائر استقلابية مختلفة، ما يوفر فرصًا متعددة لمركبين سكريين مختلفين للتأثير بشكل مختلف على المدخول الغذائي. تشكل معظم السكريات في نهاية المطاف وقود التنفس الخلوي.
تتكون السكريات الثنائية من اجتماع اثنين من السكريات الأحادية، أو سكرين بسيطين منفصلين شكّلا رابطة مع إزالة جزيء ماء. يمكن أن تتحلّل السكريات الثنائية بالماء لإنتاج كتل بناء السكرين الخاصة بها عن طريق الغليان باستخدام حمض مخفف أو من خلال تفاعلها مع الإنزيمات المناسبة. تشمل الأمثلة على السكريات الثنائية السكروز والمالتوز واللاكتوز.
السكريات المتعددة هي سكريات أحادية مبلمرة، أو كربوهيدرات معقدة، تتكون من سكاكر بسيطة متعددة. من الأمثلة عليها النشا والسليلوز والغلايكوجين، وهي كبيرة بشكل عام وغالبًا تتصل بشكل معقد ومتشعب. لا تنحل السكريات المتعددة في الماء نظرًا إلى حجمها. إلا أن مجموعات الهيدروكسيد الكثيرة الخاصة بها تتميّه بشكل فردي عند ملامستها الماء، وتشكل بعض السكريات مبعثرات غروانية سميكة عند تسخينها في الماء. تسمى السكريات المتعددة الأقصر التي يتراوح طولها بين 3 إلى 10 من أحاديات القسيمة بالسكريات قليلة التعدد. طُوّر مستشعر بصمة جزيئية بإزاحة المشعر المتألق بهدف تمييز السكريات. وقد نجح في التمييز بين ثلاثة أنواع من مشروبات عصير البرتقال. إن التغير في شدة التألق في أفلام الاستشعار الناتج يرتبط بشكل مباشر مع تركيز السكريات. 

## أنماط الجزيئات الحيوية
- جزيئات صغيرة:
  - دهن، فوسفوليبيد، غليكوليبيد، ستيرول
  - فيتامين
  - هرمون، ناقل عصبي
  - كربوهيدرات، سكر
  - ثنائي سكريد

أحاديات الجزيئة:
- - حمض أميني
  - نوكليوتيد
  - زمرة فوسفات
  - أحادي سكريد
- بولميرات:
  - ببتيد، اوليغوببتيد، عديد الببتيد، بروتين
  - حمض نووي، ويشمل الدنا، الرنا
  - أوليغوسكريد، بوليسكريد
- ماكروليدات:
  - بريون